# Роппен
Роппен (нім. Roppen) —  громада округу Імст у землі Тіроль, Австрія.
Роппен лежить на висоті  724 м над рівнем моря і займає площу  30,86 км². Громада налічує 1664 мешканців. 
Густота населення 54/км².  
|                                 |
| Роппен на мапі округу та землі. |

 Адреса управління громади: Mairhof 78, 6426 Roppen. 

## Демографія
Історична динаміка населення міста за даними сайту Statistik Austria

## Виноски
1. ↑  Dauersiedlungsraum der Gemeinden Politischen Bezirke und Bundesländer - Gebietsstand 1.1.2018 — Статистичне управління Австрії.
2. ↑  https://www.statistik.at/blickgem/blick1/g70216.pdf
3. ↑   www.roppen.tirol.gv.at
4. ↑  Gemeindedaten von Roppen

| Австрія | Це незавершена стаття з географії Австрії. Ви можете допомогти проєкту, виправивши або дописавши її. |